# Boswellia nana
Boswellia nana là một loài thực vật thuộc họ Burseraceae đặc hữu của Yemen's đảo Soqotra. Môi trường sống tự nhiên của chúng là rừng khô nhiệt đới hoặc cận nhiệt đới và vùng nhiều đá.